# Dálniční křižovatka Kamener Kreuz
Autobahnkreuz Kamener Kreuz (zkráceně též Kamener Kreuz; zkratka AK Kamener Kreuz) je křižovatka dálnice A 1 s dálnicí A 2 v Německu. Nachází se ve spolkové zemi Severní Porýní-Vestfálsko u města Kamen.

## Poloha
Dálniční křižovatka leží na území města Kamen. Je vzdálena zhruba 1 km na severovýchod od středu města. V blízkosti křižovatky se západním směrem nachází město Bergkamen a směrem na východ obec Bönen. Křižovatka se nachází ve Vestfálské nížině, poblíž řeky Seseke.
Nejbližší větší města jsou Münster (asi 44 km po dálnici A 1 na sever), Unna (asi 20 km po dálnici A 1 na jih), Dortmund (asi 15 km po dálnici A 2 na západ) a Bielefeld (asi 80 km po dálnici A 2 na východ).

## Popis

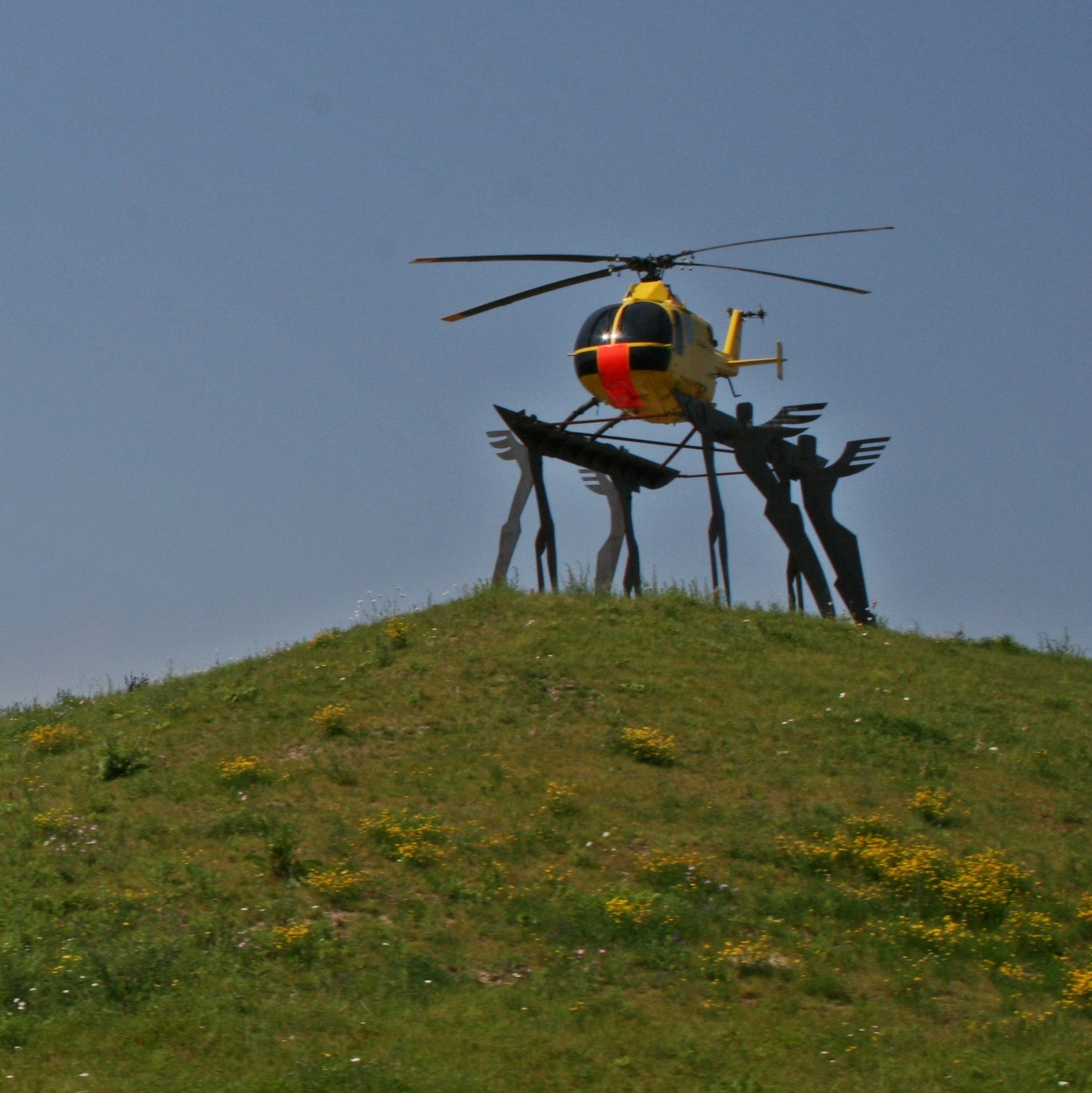
Žlutý anděl od Alfreda Gockela.

Dálniční křižovatka Kamener Kreuz je mimoúrovňová křižovatka dálnice A 1, procházející severovýchodo-jihozápadním směrem (Lübeck - Hamburg - Bremen - Dortmund - Köln - Saarbrücken) a dálnice A 2, procházející severo-jižním směrem (Oberhausen - Dortmund - Hannover - Magdeburg - Potsdam). Současně se na ní kříží i evropská silnice E34, a to západo-východním směrem, a evropská silnice E37. Na dálnici A 1 je křižovatka označena jako sjezd 82 a na dálnici A 2 jako sjezd 16.
Křižovatka je postavena jako čtyřlístková čtyřramenná mimoúrovňová křižovatka. Současná podoba je výsledkem úpravy, při níž byla jedna nepřímá rampa nahrazena rampou polopřímou.
Nepřehlédnutelnou dominantou křižovatky je socha Žlutý anděl. Sochu tvoří helikoptéra ve firemních barvách společnosti ADAC, nesená osmi anděly. Autorem je Alfred Gockel. Socha se nachází na kopečku v severozápadní části křižovatky, kam byla umístěna v roce 2011 za podpory společnosti ADAC a spolkové země Severní Porýní-Vestfálsko. Socha má symbolizovat, že dopravní nehoda může vzniknout i z monotónní cesty a že zajímavé objekty podél trasy mohou zvyšovat pozornost řidičů.

## Historie výstavby
S dálniční křižovatkou Kamener Kreuz se počítalo již od prvních úvah o vybudování dálniční sítě v Německu, neboť již v prvních plánech se počítalo s dálničními tahy spojující Hamburk s Porúřím a Porúří s Berlínem s tím, že se budou křížit u města Kamen. Stavba křižovatky začala již ve 30. letech 20. století. Jedná se tak o jednu z těch čtyřramenných dálničních křižovatek, které byly v Německu jako první ve výstavbě.
Ačkoliv byla dálniční křižovatka stavebně dokončena již v roce 1938, nelze ji považovat za druhou nejstarší zcela zprovozněnou dálniční křižovatku (po dálniční křižovatce Schkeuditzer Kreuz, která byla zprovozněna v roce 1936). Její zprovoznění totiž bylo spjato se zprovozněním všech navazujících dálničních tahů. V roce 1938 byla dálniční křižovatka zprovozněna pouze částečně, spolu s oběma navazujícími úseky dnešní dálnice A 2; všechny rampy, jakož i připravený základ hlavní trasy dnešní dálnice A 1 byly tehdy uzavřeny. K úplnému zprovoznění křižovatky došlo v roce 1957 spolu s navazujícím úsekem dnešní dálnice A 1 od křižovatky po město Unna. Spolu s tímto úsekem byl totiž místo severního pokračování dnešní dálnice A 1 vybudován provizorní sjezd na blízkou silnici vedoucí z města Kamen do města Hamm. Poslední navazující úsek, a to severní pokračování dnešní dálnice A 1 byl zprovozněn v roce 1967.
Vzhledem k vysokému dopravnímu vytížení křižovatky, které často vedlo ke vzniku kolon, byla v roce 2006 zahájena její přestavba. Při ní byla podoba křižovatky upravena tak, že jedna z nejvytíženějších nepřímých ramp, konkrétně ta ve směru od Bielefeldu na Unnu, byla nahrazena rampou polopřímou.

## Dopravní zatížení
Dálniční křižovatka Kamener Kreuz patří mezi nejvytíženější dálniční křižovatky v Německu . Projede jí v průměru 150 000 vozidel denně.